# Fenerivia emarginata
Fenerivia emarginata (Diels) R.M.K. Saunders – gatunek rośliny z rodziny flaszowcowatych (Annonaceae Juss.). Występuje endemicznie w środkowej i wschodniej części Madagaskaru. 

## Morfologia
PokrójZimozielone drzewo dorastające do 25 m wysokości.
LiścieMają podłużnie odwrotnie jajowaty kształt. Mierzą 4,5–7,5 cm długości oraz 2–3,7 cm szerokości. Są skórzaste. Nasada liścia jest klinowa. Blaszka liściowa jest lekko zawinięta na brzegu, nieco wcięte przy wierzchołku. Ogonek liściowy jest nagi i dorasta do 4–8 mm długości.
KwiatySą pojedyncze, rozwijają się w kątach pędów. Działki kielicha mają owalny kształt i dorastają do 5–7 mm długości. Płatki mają lancetowaty kształt, są mięsiste i osiągają do 8–11 mm długości. Kwiaty mają 3–6 owocolistków o podłużnym kształcie i długości 2–3 mm.
OwocePojedyncze mają kształt od jajowatego do prawie kulistego, zebrane w owoc zbiorowy. Są nagie, osadzone na szypułkach. Osiągają 6 mm średnicy. Mają czerwoną barwę.